# Az eb és a web
Az eb és a web (eredeti cím: Dog with a Blog) 2012 és 2015 között futott amerikai vígjáték, amelyet Michael B. Káplán és Philip Starka alkotott. A főbb szerepekben G. Hannelius, Blake Michael, Francesca Capaldi, Regan Burns és Beth Littleford látható.
Amerikában Disney Channelen debütált 2012. október 12-én. Magyarországon szintén a Disney Channel mutatta be 2013. április 13-án.

## Cselekmény
Avery Jennings és Tyler James mostohatestvérek, akik utálják egymást. Miután Tyler édesapja elvette Avery édesanyját a családegyesítés cseppet sincs ínyére két különböző kaliberű tinédzsernek, akikben semmi közös sincs. A szüleik, hogy kibékítsék a viszálykodó testvérpárt, vesznek egy kutyát, abban a reményben, hogy közelebb hozza egymáshoz a gyerekeket. Ők hamarosan felfedezik, hogy új kutyájuk, Stan nem átlagos eb, hiszen képes folyékony, emberi nyelven beszélni. A kutya különös képességéről azonban csak Averynek, Tylernek, és a hétéves Chloenak (később Bennett édesanyjának) van tudomása. A gyerekek közösen megegyeznek arról, hogy ezt titokban tartják szüleik elől, mert attól félnek, ha Stan képességére fény derülne, akkor a kutyát elvennék tőlük, hogy tudományos kísérleteket végezzenek rajta. Stan a család teljes jogú tagjává válik, és segít átvészelni a gyerekeknek a mindennapok nehézségeit, úgy mint sulit és a kamaszproblémákat.
Emellett Stan nemcsak beszél, de írni is tud, egy saját bloggal rendelkezik, amiről a gazdái nem tudnak. Blogjában a Jennings-James család mindennapjairól számol be.

## Szereplők
- Avery Jennings szerepében G. Hannelius. Egy  rendkívül intelligens, szorgalmas 12 éves lány, Tyler mostohahúga. Avery nagyon okos, célratörő, aki tudja, hogy mit akar és mit szeretne elérni az életben, és az esetek többségében megveti Tyler viselkedését. Felelősségteljes, határozott, és gyakran szeret rendelkezni a család többi tagja fölött, mint például, hogy beosztásokat rak ki a nappali és a fürdőszoba birtoklásához. Bár a legtöbbször idegesíti  mostohabátyja, idővel egyértelműen kimutatja, hogy szereti őt, és ez fordítva is igaz. Avery kiváló problémamegoldó, ő a diáktanács elnöke, valamint bámulatos zsonglőr. Ezenkívül imád festeni, van egy falfestménye is a szobájában. Stanhez különleges kapcsolat fűzi, általában vele vitatja meg a tiniéletben felmerülő valamennyi problémáját, és Stan tanácsokat ad neki, vagy éppen fordítva.
- Tyler James szerepében Blake Michael. Avery és Chloe 16 éves bátyja. Népszerű, karizmatikus, jóképű, de ennek ellenére manipulatív, olykor hiú, és lusta is. Folyamatosan veszekszik Avery-vel, és a legtöbbször igyekszik előszeretettel mostohahúga idegeire menni. Ezen hibái ellenére azonban gyakran megmutatkozik törődő, komoly, érett oldala is, és, ha a szükség úgy hozza, kiáll a testvérei mellett és segít nekik, mely egyértelműen a velük való törődés jeleit mutatja. Néha bosszantja, hogy a szülei nem tartják őt elég sokra, ellentétben Avery-vel, ezért eltökélt szándékkal próbálja bebizonyítani a családja tagjainak, hogy ő több mint egy felszínes népszerű srác. Nagyon szeret BMX biciklizni, valamint a későbbiekben kiderül róla, hogy igazi matekzseni.
- Chloe James szerepében Francesca Capaldi. Tyler és Avery, 7 éves, bájos kishúga. Gyakran csinál őrültségeket, amitől a család tagjai, úgy hiszik pszichológiai problémái vannak. Olykor próbálja a szülei tudtára hozni, hogy Stan képes beszélni, de sosem hisznek neki, meg vannak róla győződve, hogy túl erős a fantáziája. A sorozat egyes epizódjaiban a szülők gyakran ottfelejtik valahol, ilyenkor mindig pánikszerűen felkiáltanak: "Chloe!". Élénk képzeletű, és nagyon aktív kislány, valamint édességfüggő. Noha a családtagjai olykor nem veszik őt komolyan, bizonyos esetekben okosabb és talpraesettebb a család többi tagjánál.
- Stan szerepét élő kutya, Mick[1] és Kuma játszotta, eredeti hangját Stephen Full szolgáltatja. Ő a James-Jennings család újdonsült kutyája, aki blogol és beszélni is tud. Különleges képességéről csak Avery, Tyler és Chloe tudnak, a szüleik elő mindezt titokban tartják, nehogy a kutyát elszakítsák tőlük. Annak ellenére azonban, hogy Stan képes a beszédre, ízig-vérig kutya, aki előszeretettel hozza a frászt a postásra, kergeti a farkát, lesi a jutalomfalatot és hajkurássza a macskákat. Általában szarkasztikus, és hangulatfüggő. Egyes epizódokban felvet néhány klisét titokzatos múltjával kapcsolatban, amelyekre soha nem szolgál észszerű magyarázattal. A család tagjai közül Avery a kedvence. Továbbá ki nem állhatja a törpespiccet, és rajong minden pudliért. A legtöbbször a számítógép előtt ülő pózban ábrázolják, amint a blogját írja, és beszámol a család mindennapjairól.
- Bennett James szerepében Regan Burns. Tyler és Chloe apja, Avery mostohaapja. Pszichológus, aki már saját könyvet is írt. Noha pszichológiai munkásságai az esetek többségében nem túl eredményesek, igyekszik közelebb hozni egymáshoz a család tagjait. Gyakran próbálja a családi kríziseket a saját módszereivel megoldani, melyek nem mindig a várt eredményeket hozzák, de Bennett szentül meg van győződve munkássága sikeréről, még akkor is ha a családja olykor nem is bízik benne. Felesége gyakran megkérdőjelezi, hogy van-e rendes diplomája, nemcsak online szerezte, annak ellenére, hogy minden jel arra utal, hogy jó abban, amit csinál.
- Ellen Jennings szerepében Beth Littleford. Avery édesanyja, Tyler és Chloe mostohaanyja. Ő nem szereti a kutyákat, sem a macskákat, így nem nagyon kedveli Stant sem, aminek fejében a kutya szüntelenül és szánt szándékkal bosszantja őt. Egy későbbi epizódban azonban, mégis megenyhül Stan iránt, és barátságot köt vele. Stan a későbbiekben rájön, hogy Ellent nagy csalódás érte, mikor a kutyája elhagyta őt gyerekként, s ez okozta ellenszenvét az állatok iránt. Mindennek ellenére azonban jó anya és feleség, bár néha túlbuzgó, és kicsit ügyefogyott. Általában, ha valami vicceset mond, így kommentálja magát: "Jó poén, Ellen!"

## Szereposztás
| Szerep         | Színész           | Magyar hang   |
| -------------- | ----------------- | ------------- |
| Avery Jennings | G. Hannelius      | Pekár Adrienn |
| Tyler James    | Blake Michael     | Czető Roland  |
| Chloe James    | Francesca Capaldi | Jelinek Éva   |
| Stan (hang)    | Stephen Full      | Szabó Máté    |
| Bennett James  | Regan Burns       | Zámbori Soma  |
| Ellen Jennings | Beth Littleford   | Udvarias Anna |

## Epizódok
| Évad | Évad | Epizódok | Eredeti sugárzás     | Eredeti sugárzás     | Magyar sugárzás   | Magyar sugárzás    |
| Évad | Évad | Epizódok | Évadpremier          | Évadfinálé           | Évadpremier       | Évadfinálé         |
| ---- | ---- | -------- | -------------------- | -------------------- | ----------------- | ------------------ |
|      | 1    | 22       | 2012. október 12.    | 2013. augusztus 25.  | 2013. április 13. | 2013. december 28. |
|      | 2    | 24       | 2013. szeptember 20. | 2014. szeptember 12. | 2014. január 11.  | 2015. január 25.   |
|      | 3    | 24       | 2014. szeptember 26. | 2015. szeptember 25. | 2015. április 18. | 2016. május 22.    |

## Gyártás
A sorozatot Michael B. Kaplan készítette, aki korábban a Benne vagyok a bandában című sorozatot csinálta.
2013. február 4-én a Disney Channel megújította a sorozatot egy második évadra. 2014. február 4 -én a Disney Channel berendelte a harmadik évadot.
Kuma, aki Stan-t játszotta, öt epizód után lecserélték egy tulajdonosával való vita miatt. Továbbiakban Mick játszotta a karaktert.